# ヒメハコヨコクビガメ
ヒメハコヨコクビガメ（姫箱横首亀、学名：Pelusios nanus）は、ヨコクビガメ科ハコヨコクビガメ属に分類されるカメ。

## 分布
アンゴラ、コンゴ民主共和国南部、ザンビア北部

## 形態
最大甲長12cmとハコヨコクビガメ属のみならずヨコクビガメ科および曲頸亜目最小種。種小名nanusは「小さい」の意で和名や英名（dwarf=小人）とほぼ同義。背甲は扁平で、上から見ると第8縁甲板周辺で最も幅広くなる細長い卵型。第2-4椎甲板は平坦。後部縁甲板の外縁は鋸状に尖らず滑らか。背甲の色彩は褐色で、暗褐色の筋模様が点在する個体もいる。蝶番より前部の甲板（前葉）は長く、左右の腹甲板の継ぎ目の長さ（間腹甲板長）の2倍以上。左右の肛甲板の間には浅い切れ込みが入る。左右の股甲板の継ぎ目の長さ（間股甲板長）は、左右の肛甲板の継ぎ目の長さ（間肛甲板長）よりも長い。蝶番はあまり発達せず、腹甲を折り曲げても背甲との隙間がある。腹甲の色彩は黄色で、外縁は黒い。
頭部はやや小型で、分厚い。吻端はほとんど突出しない。上顎は先端が浅く凹む。下顎にはあまり発達しない髭状突起が2本ある。頭部の色彩は灰色で、暗褐色の虫食い状の斑紋や黒い斑点が入る。
卵は長径2.8-3cm、短径1.5-1.7cm。

## 分類
アダンソンハコヨコクビガメの亜種としたりシノニムとして無効とする説もあるが、分布が接せず形態の差異が大きいことから独立種とする説が有力。

## 生態
湿度の高いサバンナにある池沼やその周辺に生息する。
繁殖形態は卵生。飼育下では1回に5個の卵を産んだ例がある。

## 人間との関係
ペットとして飼育されることがあり、日本にも輸入されている。世界的にも流通例はほとんどなく、日本には2009年に初めて輸入された。